# Утакмице фудбалске репрезентације Мађарске 1981.
| Домаћин | Гост |

Фудбалска репрезентација Мађарске је током 1981. године одиграла девет званичних утакмица. Година је почела добро, у априлу је репрезентација Мађарске савладала Шпанију, домаћина следећег светског првенства, са 3 : 0. Преосталих седам утакмица су биле квалификационе за Светско првенство, са Енглеском, Норвешком, Румунијом и Швајцарском као противницима.
Тим Калмана Месеља успео је да отпутује у Шпанију као лидер групе упркос два пораза од Енглеске.
Савезни селектор националног тима у овом периоду је био:
- Калман Месељ

## Утакмице
| Шпанија | 0 : 3 (0 : 1) | Мађарска                             |
| ------- | ------------- | ------------------------------------ |
|         | Извештај      | 31’ Л. Киш · 84’ Бодоњи · 90’ Њилаши |

| Швајцарска     | 2 : 2 (1 : 1) | Мађарска                     |
| -------------- | ------------- | ---------------------------- |
| Сулсер 31’ 47’ | Извештај      | 45’ Л. Балинт · 64’ Ш. Милер |

| Мађарска    | 1 : 0 (1 : 0) | Румунија |
| ----------- | ------------- | -------- |
| Фазекаш 18’ | Извештај      |          |

| Норвешка       | 1 : 2 (0 : 0) | Мађарска       |
| -------------- | ------------- | -------------- |
| Х. Торесен 57’ | Извештај      | 77’ 79’ Л. Киш |

| Мађарска   | 1 : 3 (1 : 1) | Енглеска                             |
| ---------- | ------------- | ------------------------------------ |
| Гараба 45’ | Извештај      | 19’ 60’ Т. Брукинг · 73’ (пен) Киган |

| Румунија | 0 : 0    | Мађарска |
| -------- | -------- | -------- |
|          | Извештај |          |

| Мађарска                     | 3 : 0 (1 : 0) | Швајцарска |
| ---------------------------- | ------------- | ---------- |
| Њилаши 23’ 50’ · Фазекаш 59’ | Извештај      |            |

| Мађарска                                  | 4 : 1 (1 : 1) | Норвешка    |
| ----------------------------------------- | ------------- | ----------- |
| Балинт 12’ · Л. Киш 60’ 85’ · Фазекаш 79’ | Извештај      | 35’ Т. Лунд |

| Енглеска    | 1 : 0 (1 : 0) | Мађарска |
| ----------- | ------------- | -------- |
| Маринер 16’ | Извештај      |          |

## Голгетери у 1981.
| - Ласло Киш - Тибор Њилаши - Имре Гараба |

## Извори и спољашње везе
- Dénes Tamás-Rochy Zoltán. A 700. után. Rochy és Társa. ISBN 963-04-7169-8.
- Све утакмице репрезентације Мађарске
- Репрезентација Мађарске на фудбалској бази података
- Утакмице репрезентације Мађарске (1981)